# Josef Folttmann
Josef Folttmann (* 18. Januar 1887 in Breslau; † 11. April 1958 in Aachen) war ein deutscher Offizier der Wehrmacht, zuletzt im Rang eines Generalleutnants.

## Biografie

### Erster Weltkrieg
Folttmann trat 1907 als Fahnenjunker in das Füsilier-Regiment General-Feldmarschall Graf Moltke (Schlesisches) Nr. 38 ein, in dem er am 19. Dezember 1907 zum Fähnrich und am 18. August 1908 zum Leutnant befördert wurde. Ab dem 1. März 1912 diente er als Adjutant des II. Bataillons und ab dem 26. September 1914 als Regiments-Adjutant in seinem Regiment, in dem er am 28. November 1914 zum Oberleutnant befördert wurde. Am 18. April 1916 folgte die Beförderung zum Hauptmann und ab Mai 1916 führte er eine Kompanie. Im Juni 1916 wurde er als Adjutant zur 21. Infanterie-Brigade und am 17. Dezember 1916 in den Generalstab der Etappen-Inspektion 6 versetzt. Am 13. März 1917 kam er in den Generalstab der 242. Infanterie-Division und am 18. Juni 1917 in den Generalstab des IX. Armeekorps. Am 1. Oktober 1917 folgte die Versetzung in den Großen Generalstab.

### Weitere Laufbahn
Ab dem 19. Juli 1918 diente er als Zweiter Generalstabsoffizier (Ib) im Generalstab der 5. Garde-Infanterie-Division und ab dem 4. November 1918 als Generalstabs-Offizier beim Chef des Generalstabes des Feldheeres sowie ab dem 12. August 1919 im Generalstab der Kommandostelle Kolberg. Am 1. Oktober 1919 wurde er dann in die Reichswehr übernommen und in den Stab des Gruppen-Kommandos 1 versetzt. Am 1. Oktober 1921 kam er als Kompaniechef in das Infanterie-Regiment 9 und am 1. Oktober 1924 als Referent in die Heeres-Abteilung des Reichswehrministeriums. Ab dem 1. Oktober 1927 war er Lehrer an der Infanterieschule, wo er am 1. April 1929 zum Major befördert wurde. Am 1. Februar 1930 kam er zur Inspektion der Waffenschulen des Heeres. Am 1. September 1933 zum Oberstleutnant befördert, übernahm er am 1. Oktober 1933 das Kommando des II. Bataillons des Infanterie-Regiments 7. Vom 1. Oktober 1934 bis 15. Oktober 1935 kommandierte er das III. (Jäger-)Bataillon des Infanterie-Regiments Görlitz, wo er am 1. Juli 1935 auch zum Oberst befördert wurde. Anschließend war er Kommandeur des Infanterie-Regiments 52 und ab dem 10. November 1938 des Infanterie-Regiments 102.

### Zweiter Weltkrieg
Im April 1939 folgte die Beförderung zum Generalmajor und im  Mai 1939 die Versetzung als Inspekteur des Personal-Prüfwesens in das Oberkommando des Heeres. Bei Ausbruch des Zweiten Weltkrieges übernahm er am 1. September 1939 das Kommando über die 256. Infanterie-Division, die er jedoch bis zum Januar 1940 kommandierte. Im Anschluss daran übernahm er das Kommando über die 164. Infanterie-Division. Diese führte er während des Balkan-Feldzuges und anschließend auf Kreta. Im  Februar 1941 wurde er zum Generalleutnant befördert. Im.Januar 1942 wurde die Division in Festungs-Division Kreta umbenannt, Folttmann blieb weiterhin Divisionskommandeur. Im August 1942 in die Führerreserve des OKH versetzt, wurde er im November 1942 Kommandeur der 338. Infanterie-Division, die als Besatzungstruppe in Antwerpen lag. Im Januar 1944 wurde er zum Befehlshaber des Sonderstabes III im OKH ernannt und am 8. April 1945 wieder in die Führerreserve versetzt. Bei Kriegsende geriet er in Gefangenschaft, aus der er am 9. September 1947 entlassen wurde.

## Auszeichnungen
- Eisernes Kreuz der II. und I. Klasse (1914) mit Spangen
- Hamburgisches, Bremisches und Lübeckisches Hanseatenkreuz
- Herzoglich Sachsen-Meiningisches Ehrenkreuz für Verdienste im Krieg
- Ehrenkreuz für Frontkämpfer
- Kriegsverdienstkreuz der II. und I. Klasse mit Schwertern
- Deutsches Kreuz in Silber, 10. März 1944